# Mazzola
Para el futbolista italiano véase Valentino Mazzola.
Mazzola es una comuna y población de Francia, en la región de Córcega, departamento de Alta Córcega.
Su población en el censo de 1999 era de 22 habitantes.

## Demografía
| 36 | 61 | 49 | 36 | 27 | 22 |
| Para los censos de 1962 a 1999 la población legal corresponde a la población sin duplicidades (Fuente: INSEE [Consultar]) |    |    |    |    |    |